# Бэрримор, Дайана
Дайа́на Бланш Бэ́рримор Блайт (англ. Diana Blanche Barrymore Blythe; 3 марта 1921, Нью-Йорк, США — 25 января 1960, Нью-Йорк, США) — американская актриса театра и кино, писательница.

## Биография
Дайана Бланш Бэрримор Блайт родилась 3 марта 1921 года в Нью-Йорке (США) в семье актёра Джона Бэрримора (15.02.1882—29.05.1942, умер от цирроза печени в 60 лет) и писательницы Бланш Ойлрич (01.10.1890—05.11.1950, умерла от лейкемии в 60 лет). Родители Дайаны были женаты в 1920—1928 годах. У Дайаны были младшие сводные сестра и брат от брака отца с Долорес Костелло — Долорес Этель Мэй Бэрримор (1930) и Джон Дрю Бэрримор (04.06.32—29.11.04, умер от рака). Племянница Дайаны, дочь Джона Дрю — Дрю Бэрримор, известная голливудская актриса и режиссёр. Дайана — выпускница Американской академии драматического искусства.

### Творчество
В 1939—1951 годах Дайана была актрисой театра и кино. Она играла на Бродвее, в кино сыграла 10 ролей. В 1957 году к тому времени уже бывшая актриса выпустила автобиографию под названием «Too Much, Too Soon» (рус. «Слишком много, слишком рано»), в следующем 1958 году по книге был снят фильм с одноимённым названием.

### Личная жизнь
Дайана трижды была замужем, детей у неё не было.
- Первый муж — Брануэлл Флетчер[англ.]; состояли в браке в 1942—1946 годах, развелись.
- Второй муж — Джон Говард; состояли в браке в январе — июле 1947 года, развелись.
- Третий муж — Роберт Уилкокс; состояли в браке в 1950—1955 годах; Уилкокс умер 11 июня 1955 года от сердечного приступа в 45-летнем возрасте.

### Гибель
Дайана страдала психическими расстройствами, которые к концу её жизни сильно обострились. Несколько раз пыталась покончить жизнь самоубийством, и в конце концов ей это удалось. 38-летняя женщина покончила жизнь самоубийством, наглотавшись таблеток 25 января 1960 года.

## Фильмография
| Год  |   | Русское название        | Оригинальное название         | Роль                         |
| ---- | - | ----------------------- | ----------------------------- | ---------------------------- |
| 1941 | ф | Энергия                 | Manpower                      | эпизод нет в титрах          |
| 1942 | ф | Орёл эскадрильи         | Eagle Squadron                | Энн Патридж                  |
| 1942 | ф | Между нами девушками    | Between Us Girls              | Кэролайн «Кэрри» Бишоп       |
| 1942 | ф | Кошмар                  | Nightmare                     | Лесли Стаффорд               |
| 1943 | ф | Пограничные плохие люди | Frontier Badmen               | Клэр                         |
| 1943 | ф | Уволенная жена          | Fired Wife                    | Ив Старр                     |
| 1944 | ф | Мужественные леди       | Ladies Courageous             | Надин Шэннон                 |
| 1944 | ф | Приключения Марка Твена | Adventures of Mark Twain, The | эпизод нет в титрах          |
| 1950 | ф | Мёртв по прибытии       | D.O.A.                        | женщина в отеле нет в титрах |
| 1951 | ф | Толпа                   | Mob, The                      | эпизод нет в титрах          |